# União Instável
União Instável é um filme de Comédia romântica brasileiro de 2023, dirigido por Silvio Guindane e escrito por  Renato Fagundes e  Belise Mofeoli e estrelado por Dan Ferreira e Dandara Mariana.  O filme foi lançado mundialmente em 24 de novembro de 2023 na Netflix. 

## Sinopse
Eva, uma sucedida de executiva e Alex, um homem avoado que sonha em criar games. Os sentimentos deles são verdadeiros e eles decide inovar neste período de noivado e decidem se casar no exato lugar exato onde se conheceram pela primeira vez. As vésperas do casamento, o rapaz se mete numa série de confusões enquanto tenta chegar a tempo ao local do casamento A partir daí, os noivos vão precisar fazer "o possível e o impossível" para superar todos esses obstáculos e descobrir se foram mesmo feitos um para o outro.  

## Elenco
- Dan Ferreira como Alex
- Dandara Mariana como Eva
- Raissa Chaddad como Bela
- Estevam Nabote como Beto
- Stepan Nercessian como Santiago
- Tatiana Tiburcio como Elvira
- Katiuscia Canoro como Adelaide
- Vilma Melo como Catarina
- Grace Gianoukas como Eunice
- Cristina Pereira como Adélia
- Serjão Loroza como Fernando
- Lellê como Lara
- Negra Li como Tatiana (Tati)
- Yuri Marçal como Juan
- André Mattos como Cachorro Louco
- Paulo Miklos como Paulistinha
- Jean Pedro como Gabriel
- Zezé Motta como Valéria
- Luellem de Castro como Nina
- Gabriela Dias como Sofia